# Eurillas
Eurillas är ett fågelsläkte i familjen bulbyler inom ordningen tättingar. Släktet omfattar fem arter som förekommer i Väst- och Centralafrika:
- Mindre grönbulbyl (E. virens)
- Mustaschgrönbulbyl (E. latirostris)
- Enfärgad grönbulbyl (E. curvirostris)
- Dvärggrönbulbyl (E. gracilis)
- Smågrönbulbyl (E. ansorgei)